# دانيال بيرغر
دانيال بيرغر (بالإنجليزية: Daniel Berger)‏ هو لاعب غولف أمريكي، ولد في 7 أبريل 1993 في بلانتيشن في الولايات المتحدة.

## وصلات خارجية
- دانيال بيرغر على موقع رابطة لاعبي الغولف المحترفين (الإنجليزية)
- دانيال بيرغر على موقع التصنيف العالمي الرسمي للغولف (الإنجليزية)